# 安田廉平
安田 廉平（やすだ れんぺい、1990年8月12日 - ）は、日本の男性声優。北海道出身。
女優の早坂梨菜と共に「halumoRe」というプロデュースユニットを組んでいる。

## 略歴
『うたわれるもの』がきっかけで職業としての声優を最初に意識したという。
北海道札幌石山高等学校、専門学校札幌マンガ・アニメ学院、AIR AGENCY声優養成所卒業。
2019年12月15日AIR AGENCYを退所しフリー。2025年6月1日より株式会社アル・シェアに正所属となる。

## 人物
趣味は映画鑑賞、音楽鑑賞、野球観戦、シナモロールグッズ集め。特技は料理。音声編集、動画編集、画像編集とあらゆる作業を器用にこなす。

## 出演
太字はメインキャラクター。

### テレビアニメ
2014年
- キャプテン・アース（竹田）
- 七つの大罪（団員C）

2015年
- 赤髪の白雪姫（使用人）

2016年
- 血液型くん!（先生型、O型くん(2)）

2017年
- クレヨンしんちゃん（イケメン俳優）

2018年
- 一人之下 羅天大醮篇（洪斌）
- citrus（男性）
- 魔法少女サイト（生徒F）
- 銀河英雄伝説 Die Neue These 邂逅（同級生）

2019年
- あんさんぶるスターズ!（男子生徒）

### Webアニメ
- モンスターストライク（2017年、男）
- 恋するマフィア （2024年~雪止冬李）
- 職業カースト最底辺の反英雄（2024年、真苅仁）
- サブスク不倫（2024年、タクミ）
- せっかく令嬢に憑依したのにすでにやらかした後でした！（2025年、シリル）
- モブなのに過保護な公爵に溺愛されています（2025年、ダニエル）

### ゲーム
2014年
- 蒼穹のスカイガレオン（2014年 - 2016年、アルバート、ウィツィロポチトリ 他）

2015年
- コズミックボール
- キャプテン・アース Mind Labyrinth

2016年
- うたわれるもの 二人の白皇
- 戦国修羅SOUL

2017年
- エンドライド（マッカム）

2018年
- グランドサマナーズ（ウィーバ）
- エターナルリンケージ 〜蒼穹のアムネシア〜（サイアス）

2024年
- 新幹線0号（医者）
- 孵道 （謎の男）
- PAIL BLUE PLANET（ユミト）
- カルペディエムの街（リン）

2025年
- 魔女と亡霊のヴォロンテ
- Football League 2025（日本語実況）

### ドラマCD
- ハイアップ‼シリーズ

### 吹き替え
- 風の王国と魔女（2015年、シッポ）
- プラスティック（2015年、ラファ）
- 帰ってきたウサギとカメ 新たなる挑戦（2016年、レックス）
- 3びきのくまとおかしの家（2016年、レックス）
- THE BOSS（2017年、ステファン）

### ナレーション
- Squad44（硫黄島トレーラー）
- 株式会社EENOUR JAPAN (EENOURは、あなたと共に)

### その他
- 怪ほどき屋（奈旬一郎[8]）
- ダッシュエックス文庫「0.000000001%デレない白い猫」PV（磯風奇跡）
- 勝手にアニメ化計画「ギャングース」（カズキ）
- Situation voice contents 女性向け・禁断極上シチュエーションボイス
  - イケない恋愛・逆転花魁。もうお前しか愛さない（花魁）